# Orbit Downloader
Orbit Downloader — бесплатный менеджер закачек и файлообменный клиент, работающий под управлением Windows.

## Возможности
- Управление загрузкой файлов по протоколам HTTP, HTTPS, FTP, MMS, RTSP и RTMP.
- Перехват ссылок на загрузку мультимедийных файлов с видеосервисов и социальных сетей, потокового аудио и видео.
- Ускорение загрузки файлов с помощью собственной файлообменной сети Orbitnet.
- Малое потребление системных ресурсов.
- Возможность загрузки файлов с сервиса RapidShare.
- Интеграция с браузерами Internet Explorer, Firefox, Maxthon, Opera, Google Chrome, Netscape Navigator.
- Поддержка Metalink.
- Работа с прокси-серверами.
- Проверка обновлений установленного ПО (используется каталог recipester.org).

## Вредоносный код
Хотя Orbit Downloader бесплатен, он является adware. Изначально он просил инсталлировать «в нагрузку» дополнительное ПО. Впоследствии OD начал выдавать рекламу и в собственных окнах.
Начиная с версии 4.1.1.5, в OD внедрён ботнет, умеющий исполнять DDoS-атаки. Поэтому многие антивирусы опознают OD как нежелательное ПО.